# Beechcraft Duchess
Beechcraft Duchess, é um avião norte-americano que é produzido desde 1978. 